# MIFROG
MIFROG (ang. Maximum Internally Financeable Rate Of Growth) – najszybsze wewnętrzne tempo wzrostu możliwe do sfinansowania własnymi środkami, idea opublikowana przez Neila Churchilla i Johna Mullinsa.

## Ogólny zarys koncepcji
Jednym z istotnych parametrów ekonomicznych opisujących przedsiębiorstwo jest rachunek przepływu środków pieniężnych reprezentujący możliwość przedsiębiorstwa w zakresie przynoszenia gotówki. Jeżeli przedsiębiorstwo nie jest w stanie w dłuższej perspektywie generować gotówki (jej rachunek przepływu środków pieniężnych „Cash flow” jest ujemny) będzie wymagało dokapitalizowania bądź będzie zagrożone upadkiem. Sytuacja taka może być związana z bieżącą sytuacją rynkową np. nagłe załamanie rynku, a w konsekwencji załamanie sprzedaży przy niewłaściwej polityce obrotu zasobami magazynowymi lub też np. nagłe załamanie waluty w przypadku jeżeli transakcje nie były zabezpieczone.
Możliwy jest też inny scenariusz, który dotyczy w szczególności niewielkich przedsiębiorstw. Jeżeli takie przedsiębiorstwo zaoferuje na rynku produkt lub usługę oznaczoną na macierzy BCG jako „znak zapytania” (niewielki udział w dużym rynku, możliwość szybkiego wzrostu) będzie potrzebowało ponieść duże wydatki na obsługę marketingu, sprzedaży, logistyki, jak również kosztów materiałów i usług od dostawców. Zazwyczaj firmy znajdujące się w takiej sytuacji są zmuszone do poniesienia kosztów powiązanych operacjami dotyczącymi dostawców a długo czekają na przychód od sprzedanego towaru. Szybki rozwój będzie prowadził do powiększania się różnicy pomiędzy rzeczywistymi wydatkami a gotówką pojawiającą się w kasie a co za tym idzie „Cash flow” będzie ujemny a jego wartości bezwzględna będzie rosnąć. Taka sytuacja może stać się istotnym zagrożeniem dla istnienia przedsiębiorstwa.
Ideą MIFROG jest określenie tego jak szybko przedsiębiorstwo może się rozwijać samo finansując swój rozwój.

## Sposób obliczenia
Aby obliczyć MIFROG na wstępie należy obliczyć posiadać następujące dane:
- Cykl rotacji zapasów[2]
- Cykl rotacji należności[3]
- Cykl rotacji zobowiązań[4]
- Marżę brutto (w %)
- Marżę netto (w %)

1. Mając powyższe dane należy policzyć „cykl operacyjny”[5]:
  - Cykl operacyjny[5] = Cykl rotacji zapasów[2] + Cykl rotacji należności[3]
2. Następnie należy obliczyć „cykl konwersji gotówki”[6] – czyli jak długo gotówka jest zatrzymana w cyklu operacyjnym:
  - Cykl konwersji gotówki[6] = Cykl operacyjny[5] – Cykl rotacji zobowiązań[4]
3. Kolejnym krokiem jest policzenie kosztów wyrobów sprzedanych (COGS):
  - COGS = 100% – Marżę brutto
4. Kolejny krok to policzenie maksymalnego wzrostu bazującego na wygenerowanej gotówce w każdym cyklu:
  - {\displaystyle MIFROGpc=100\%\cdot {\frac {MarzaNetto}{KosztyWyrobowSprzedanych\cdot {\frac {CyklKonwersjiGotowki}{CyklOperacyjny}}+0{,}5(MarzaBrutto-MarzaNetto)}}}
5. Ostatni krok to policzenie MIFROG w skali roku:
  - {\displaystyle MIFROG=MIFROGpc\cdot {\frac {365dni}{CyklOperacyjny}}}

## Przykład
Poniżej znajduje się przykład policzenia wartości MIFROG dla działalności charakteryzującej się następującymi parametrami:
- Cykl rotacji zapasów = 40 dni
- Cykl rotacji należności = 14 dni
- Cykl rotacji zobowiązań = 7 dni
- Marżę brutto (w %) = 27%
- Marżę netto (w %) = 7%

### Obliczenia
1. Mając powyższe dane należy policzyć „cykl operacyjny”:

Cykl operacyjny = 40 dni + 14 dni = 54 dni
1. Następnie należy obliczyć „cykl konwersji gotówki” – czyli jak długo gotówka jest zatrzymana w cyklu operacyjnym:

Cykl konwersji gotówki = 54 dni – 7 dni = 47 dni
1. Kolejnym krokiem jest policzenie kosztów wyrobów sprzedanych (COGS):

COGS = 100% − 27% = 73%
1. Kolejny krok to policzenie maksymalnego wzrostu bazującego na wygenerowanej gotówce w każdym cyklu:

{\displaystyle MIFROGpc=100\%\cdot {\frac {7\%}{73\%\cdot {\frac {47\ dni}{54\ dni}}+0{,}5(27\%-7\%)}}}
{\displaystyle MIFROGpc=100\%\cdot {\frac {7\%}{63{,}54\%+10\%}}}
{\displaystyle MIFROGpc=100\%\cdot 0{,}095}
{\displaystyle MIFROGpc=9{,}5\%}
Wynik ten oznacza, że omawiana firma może rozwijać się w tempie 9,5 na każdy cykl operacyjny.
1. Ostatni krok to policzenie MIFROG w skali roku:

{\displaystyle MIFROG=9{,}5\%\cdot {\frac {365\ dni}{54\ dni}}}
{\displaystyle MIFROG=64{,}21\%}
Oznacza to, że omawiane przedsiębiorstwo może samo finansować swój rozwój w tempie około 64% w skali roku. Jeżeli przedsiębiorstwo będzie rozwijało się w szybszym tempie będzie to wymagało dostarczenia dodatkowych źródeł gotówki w celu uniknięcia sytuacji braku gotówki w kasie.